# Michail Miščenko
Michail Vasil'evič Miščenko (in russo Михаил Васильевич Мищенко?; Iževsk, 27 giugno 1989) è un ex calciatore russo, di ruolo difensore.

## Carriera
Ha giocato nella prima divisione dei campionati russo, lettone, bielorusso e kazako.